# 蔡光親
蔡光親，浙江乐清县人，明朝政治人物，同进士出身。

## 生平
永樂十九年（1421年）辛丑科进士，授福建福清县知县。